# Senst
Senst este o comună din landul Saxonia-Anhalt, Germania.